# Una casa en alquiler

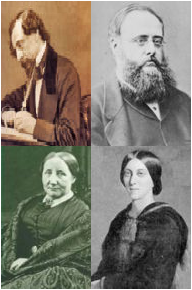
Los cuatro autores en el sentido de las agujas del reloj: Dickens, Collins, Procter y Gaskell

"Una casa en alquiler" (A House to Let) es un cuento corto escrito por Charles Dickens, Wilkie Collins, Elizabeth Gaskell y Adelaide Anne Procter. Originalmente fue publicado en 1858, en la edición navideña de la revista de Dickens, Household Words. Wilkie escribió la introducción y colaboró con Dickens en el segundo cuento y el final, mientras que Gaskell y Proctor escribieron el resto.
«Una casa en alquiler» fue la primera colaboración entre los cuatro escritores, aunque Collins y Dickens ya habían trabajado con Procter en anteriores cuentos navideños para la revista en 1854, 1855 y 1856. Los cuatro autores volvieron a escribir juntos «La casa encantada», que apareció en 1859 en el extra de Navidad de la revista All the Year Round, sucesora de Household Words, que Dickens fundó tras una disputa con sus editores.
En una carta a Collins el 6 de septiembre de 1858, Dickens resumió la idea para un cuento de Navidad. En principio imaginó una historia escrita por él mismo y Collins, que se encargaría del argumento, pero después invitó a Gaskell y a Procter para que contribuyeran con algún capítulo. Dickens y Collins escribieron juntos el primer capítulo, «Over the Way», y el último, «Let at Last» y cada uno de los autores escribió uno de los capítulos intermedios: Gaskell «The Manchester Marriage», Dickens «Going into Society», Procter «Three Evenings in the House» y Collins «Trottle's Report».
El argumento trata de una anciana, Sophonisba, que detecta señales de vida en una desvencijada casa supuestamente deshabitada –la casa que da nombre al cuento–, situada enfrente de la suya, e induce a su admirador Jabez Jarber y a su sirviente Trottle a que investiguen qué está pasando en la casa.
BBC Radio 4 emitió una dramatización de «A House to Let» durante la semana del 11 al 15 de diciembre de 2006, que se reemitió en Radio Four Extra durante la semana del 26 al 30 de diciembre de 2011.